# 94. pehotni polk (Avstro-Ogrska)
Za druge 94. polke glejte 94. polk.
94. pehotni polk (izvirno nemško Infanterie-Regiment Nr. 94; dobesedno slovensko: Pehotni polk št. 94) je bil pehotni polk k.u.k. Heera.

## Poimenovanje
- Böhmisches Infanterie Regiment »von Koller« Nr. 94
- Infanterie Regiment Nr. 94 (1915 - 1918)

## Zgodovina
Polk je bil ustanovljen leta 1883. 

### Prva svetovna vojna
Polkovna narodnostna sestava leta 1914 je bila sledeča: 76% Nemcev, 22% Čehov in 2% drugih. Naborni okraj polka je bil v Turnauu, pri čemer so bile polkovne enote garnizirane sledeče: Reichenberg (štab, III. in IV. bataljon), Josephstadt (I. bataljon) in Turnau (II. bataljon).
V sklopu t. i. Conradovih reform leta 1918 (od junija naprej) je bilo znižano število polkovnih bataljonov na 3.

## Organizacija
1918 (po reformi)
- 1. bataljon
- 2. bataljon
- 1. bataljon, 28. pehotni polk

## Poveljniki polka
- 1908: Josef Werner[5]
- 1914: Josef Zenkl von Bunaberg[1]